# Верхний Казес
Верхний Казес — опустевшая деревня в Шарканском районе Удмуртии. Входит в состав Быгинского сельского поселения.

## География
Расположена в юго-западной части Шарканского района, на реке Казеска.

## История
Согласно Закону Удмуртской Республики от 13 апреля 2005 года № 11-РЗ деревня вошла в состав муниципального образования «Быгинское».

## Население
| 2010 | 2012 |
| ---- | ---- |
| 0    | →0   |

## Инфраструктура
Было развито личное подсобное хозяйство.

## Транспорт
Просёлочные дороги. 